# Laurentius Petri Gothus
Laurentius Petri Gothus, švedski luteranski nadškof, * 16. stoletje, † 12. februar 1579.